# August von Hobe
August von Hobe, vollständig August Johann Ludwig Elias Friedrich von Hobe (* 26. August 1791 in Chemnitz in Mecklenburg (heute Ortsteil von Blankenhof); † April 1867 in Potsdam) war ein preußischer Offizier, Landrat und Gutsbesitzer.

## Leben

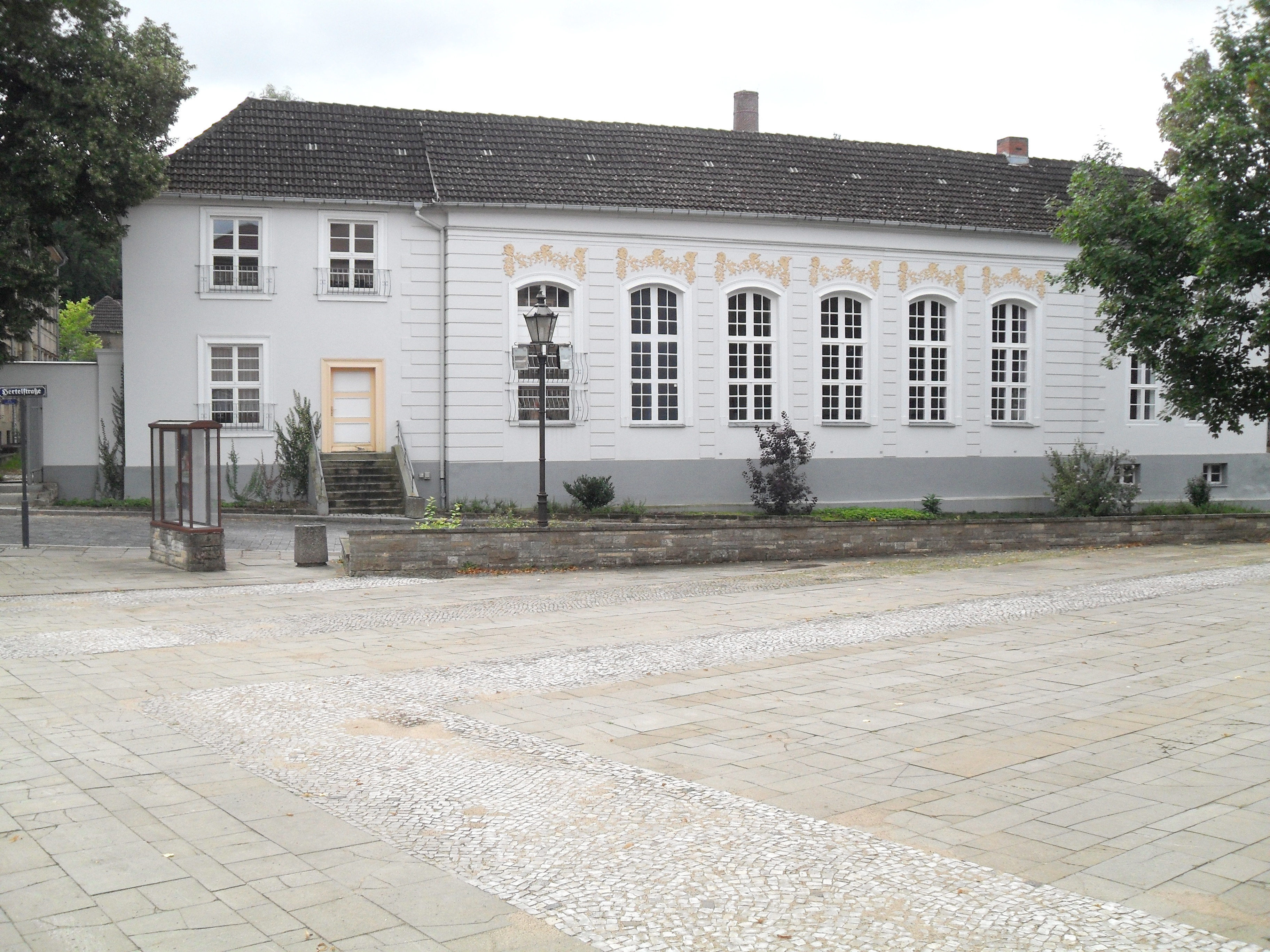
Hobehaus in Neustrelitz

### Herkunft
August von Hobe entstammte dem mecklenburgischen Uradelsgeschlecht von Hobe. Er war ein Sohn des Oberforstmeisters und späteren Hofmarschalls am Hof von Mecklenburg-Strelitz Friedrich Eugen von Hobe (1760–1808) und seiner Frau Lisette, geborene von Lützow, und wuchs in Neustrelitz im heute so genannten Hobehaus am Schloss auf. Die Schriftstellerin und Malchower Stiftsdame Charlotte von Hobe war seine Schwester. Sein Bruder Karl von Hobe fiel als Leutnant der C-Husaren in der Völkerschlacht von Leipzig, bei Möckern.

### Militärischer Werdegang
Schon früh wurde er in das Kadettenhaus in Berlin gegeben, um sich auf den preußischen Militärdienst vorzubereiten. Am preußischen Hof diente er als Leibpage der Königin Luise bis zu ihrem Tod 1810.
1812 war Hobe Sekondeleutnant im Brandenburgischen Husaren-Regiment, das unter dem Kommando seines Verwandten, des damaligen Majors Karl Friedrich Bernhard Helmuth von Hobe, stand. Die 3. Eskadron, in der er diente, wurde ausgelost, als Teil eines preußischen Hilfskorps den Russlandfeldzug Napoleons mitzumachen.
Am 5. Juli 1812 zeichnete er sich beim Gefecht bei Koschiany an der Dysna (heute Kasjany Казяны in Belarus) aus, als er als einer der ersten den Fluss durchquerte. Dafür erhielt er das Ritterkreuz der Ehrenlegion und im folgenden Jahr den Orden Pour le Mérite. Er überlebte den Russlandfeldzug, blieb aber beim Rückzug in Königsberg krank zurück. Nach der Konvention von Tauroggen stellte er sich Anfang 1813 General Ludwig Yorck von Wartenburg zur Verfügung, der ihn zusammen mit Karl von Canitz und Dallwitz in das Hauptquartier des russischen Obersts Friedrich Karl von Tettenborn beorderte, um beim Aufbau von Freiwilligenverbänden mitzuwirken. In Soldin erreichte er Tettenborn und zog mit dessen Truppen am 20. Januar 1813 in Berlin ein. Tettenborn ernannte ihn Ende März als Rittmeister zum Chef der 3. Eskadron der Hanseatischen Legion, die von dem wohlhabenden Hamburger Kaufmann Johann Joachim Hanfft (1780–1827) auf eigene Kosten errichtet worden war und eine Stärke von 220 Mann hatte. 1814 wechselte er zur 2. Eskadron und war Führer des 1. Kavallerie-Bataillons. Für sein Wirken in der Legion erhielt er den Orden des Heiligen Wladimir IV. Klasse.
Von 1815 bis 1817 war er, nun wieder als Leutnant, Adjutant im 7. Husaren-Regiment. Er nahm seinen Abschied als Rittmeister und erwarb das Gut Dyrotz bei Nauen, heute Ortsteil von Wustermark.

### Landrat
Ab 1826 war von Hobe königlicher Landrat für den Landkreis Osthavelland. Nach einer Disziplinar-Untersuchungssache wurde er Ende 1841 in den Ruhestand versetzt.

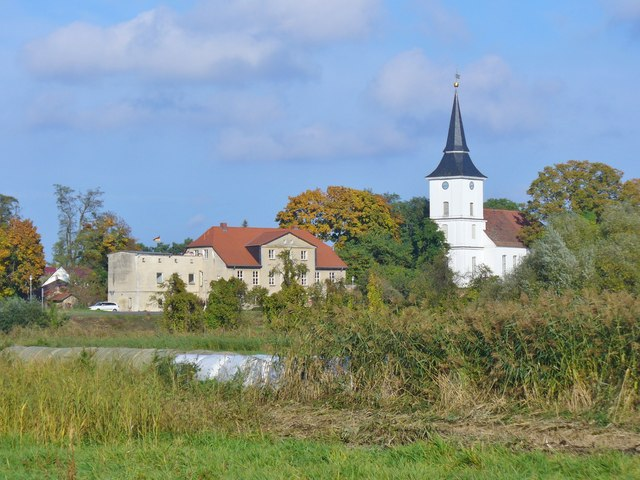
Das Gutshaus Dyrotz neben der Dorfkirche

1838 vernichtete ein Feuer einen großen Teil von Dyrotz, darunter auch das Gutshaus. Daraufhin errichtete von Hobe einen Neubau, der in den Grundzügen bis heute erhalten ist.
Theodor Fontane beschreibt in seinen Wanderungen durch die Mark Brandenburg eine Wahlveranstaltung unter freiem Himmel in Finkenkrug unter dem Vorsitz von Hobes:

„Es war ein entzückendes Bild. Der glitzernde Wald, das verschneite Haus, auf dessen weißes Dach die roten Lichter fielen, und um das Feuer herum, in Pelze gewickelt, all die havelländischen Bredows, die Ribbecks, die Hünekens, Erxleben von Selbelang, Risselmann von Schönwalde, dazwischen die Pastoren in ihren Filialreisemänteln, endlich die Kutscher und Knechte mit ihren Pferdedecken. Jede Stimme galt. Der alte Landrat von Hobe präsidierte und versicherte uns einmal über das andere, daß von Patow-Potsdam gewählt werden müsse.« »Und was wurde?« »Nun, er wurde gewählt. Aber nicht ohne Zwischenfälle. Es muß wahr sein, nie habe ich solche Vertilgung von Grog und Glühwein gesehen. In solchem Moment höchster Hitze sprang der Oberprediger aus Kremmen, ein scharfer Liberaler, auf die Tribüne und schrie: ›Was wollt Ihr jungen Most in alte Schläuche fassen; weg mit Patow, ich stelle mich zur Wahl.‹ Und sein Anhang rief ihm Bravo zu. Aber ein Pächter aus Pressentin, der schon völlig unter Grog stand, schrie in die Versammlung hinein: ›'runter mit ihm und hinein ins Feuer.‹ Allgemeines Gelächter. Aber der Oberprediger, der klugerweise nicht abwarten wollte, wieviel hier Ernst oder Spaß war (denn einige faßten bereits zu) rettete sich durch einen Sprung und verschwand im Unterholze des Brieselang. Er hat den Tag nicht vergessen können.“

1848 war er Special-Director der Provinzial-Feuer-Socität. 1851 protestierte er gegen seine Beteiligung am Provinziallandtag und dessen Kosten, da er ihn für ungesetzlich hielt.

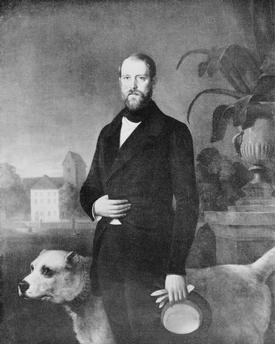
Bismarck-Porträt von Moritz Berendt

Als Anfang der 1850er Jahre der Maler Moritz Berendt sein ganzfiguriges Porträt Otto von Bismarcks, das diesen als Abgeordneten des Vereinigten Landtags vor dem Hintergrund des Gutes Schönhausen zusammen mit seiner dänischen Dogge Odin zeigte, über eine Verlosung verkaufen wollte, tat sich von Hobe mit einer Gruppe von märkischen Gutsbesitzern zusammen, um es zu erwerben. Seine Frau gewann das Bild, und auf ihre Veranlassung hin stiftet der Major a. D. von Bredow auf Briesen 1854 dem Magistrat der Stadt Brandenburg an der Havel, wo es im Neustädtischen Rathaus hing. Mit der Zerstörung des Rathauses im Zweiten Weltkrieg ist es ebenfalls zerstört worden.
1856 nannte er sich Rittmeister und Landrat a. D. Anlässlich seiner 50-jährigen Inhaberschaft verlieh ihm König Wilhelm I. am 9. Januar 1862 die Krone zum Orden Pour le Merite. 1865 verkaufte er Dyrotz an Karl Johann Maximilian von Bredow (1832–1914) und zog nach Potsdam. Hobe war Mitglied des Treubund mit Gott für König und Vaterland.

### Familie
- Seit dem 12. Dezember 1815 war er verheiratet mit Johanne August Caroline Christiane von Beyer, einer Tochter des Geheimen Kriegsrates Friedrich Carl Ferdinand von Beyer.
- Nach ihrem Tod 1821 heiratete er in zweiter Ehe 1823 Cäcilie von Knobelsdorff, die Tochter des preußischen Generalmajors und Inspekteurs der Gardekavallerie Heinrich von Knobelsdorff und dessen Ehefrau Friederike, geborene von Rauch. Hobes zweite Ehefrau Cäcilie starb bereits 1825.
- 1831 schloss er in Magdeburg seine dritte Ehe mit Marie Luise du Titre.  Die Tochter Elisabeth (1842–1866) aus der dritten Ehe heiratete den Kammerherrn und Schweriner Hoftheaterintendanten Carl Freiherrn von Ledebur.[17]